# Vincent d'Agen
Pour l’article ayant un titre homophone, voir Saint Vincent.
Saint Vincent, mort vers 282 (ou 292) est un diacre chrétien d'Agen, exécuté lors de la persécution de Dioclétien. Reconnu comme martyr et saint par l’Église catholique il est commémoré le 9 juin. Il est connu sous le nom de Vincent d'Agen ou Vincent du Mas.

## Biographie
Vincent est un diacre agenais ayant subi le martyre sous Dioclétien. Des récits anciens donnent l'année de 282 mais comme Dioclétien n'est empereur qu'à partir de 284, les Bollandistes proposent la date plus probable de 292. Il a été exécuté pour avoir arrêté par un signe de croix le déroulement d'un culte solaire près d'un temple situé à Vernemetis.
Le récit du martyre de saint Vincent est tiré de deux documents anciens. Les 'Actes' semblent avoir été écrits vers le milieu du Ve siècle. Grégoire de Tours affirme, en 585, que les habitants du pays possèdent le récit de son martyre. La critique des différents récits du martyre et de l'invention de son corps et de son transfert à Pompéjac, dans la basilique qui lui est consacrée, est faite par Louis Saltet. Au total, le récit du martyre de saint Vincent se trouve dans deux éditions des 'Actes' et en trois versions, dans deux poèmes de Fortunat, et les deux livres de Grégoire de Tours.
Il figure dans les anciens martyrologes et est fêté le 9 juin, jour présumé de son exécution.

## Souvenir et vénération
Deux lieux se revendiquent comme étant Pompéjac : L'Ermitage qui domine la ville d'Agen, et Le Mas-d'Agenais. Les historiens situent le lieu du martyre de saint Vincent sur la rive gauche de la Garonne, ce qui rend la reconnaissance de L'Ermitage comme étant Pompéjac impossible. La localisation au Mas-d'Agenais du lieu du martyre est vraisemblable car le lieu qui s'appelle Le Mas depuis dix siècles portait auparavant le nom de Pompéjac. Après l'invention de son corps, celui-ci a reposé au Mas-d'Agenais pendant environ 450 ans, jusqu'au IXe siècle, avant le transfert de ses reliques à Conques vers 850.